# Guido Pizarro
Guido Pizarro, är en chilensk astronom. Han är bror till astronomen Oscar Pizarro
Han var verksam vid La Silla-observatoriet.
Minor Planet Center listar honom som G. Pizarro och som upptäckare av 8 asteroider.
Då 7968 Elst-Pizarro även klassas som komet, så är den uppkallad efter sina båda upptäckare.
Asteroiden 4609 Pizarro är uppkallad efter honom och brodern Oscar.

## Asteroid upptäckt av Guido Pizarro
| 2567 Elba [A]                                                | 19 maj 1979      |
| 4060 Deipylos [B]                                            | 17 december 1987 |
| 7082 La Serena [B]                                           | 17 december 1987 |
| 7968 Elst-Pizarro [B]                                        | 14 juli 1996     |
| 12238 Actor [B]                                              | 17 december 1987 |
| 12687 de Valory [B]                                          | 17 december 1987 |
| (19128) 1987 YR1 [B]                                         | 17 december 1987 |
| (21003) 1987 YV1 [B]                                         | 17 december 1987 |
| Upptäckt tillsammans med: A Oscar Pizarro B Eric Walter Elst |                  |